# Fort Washington (New York)
Pour les articles homonymes, voir Fort Washington.

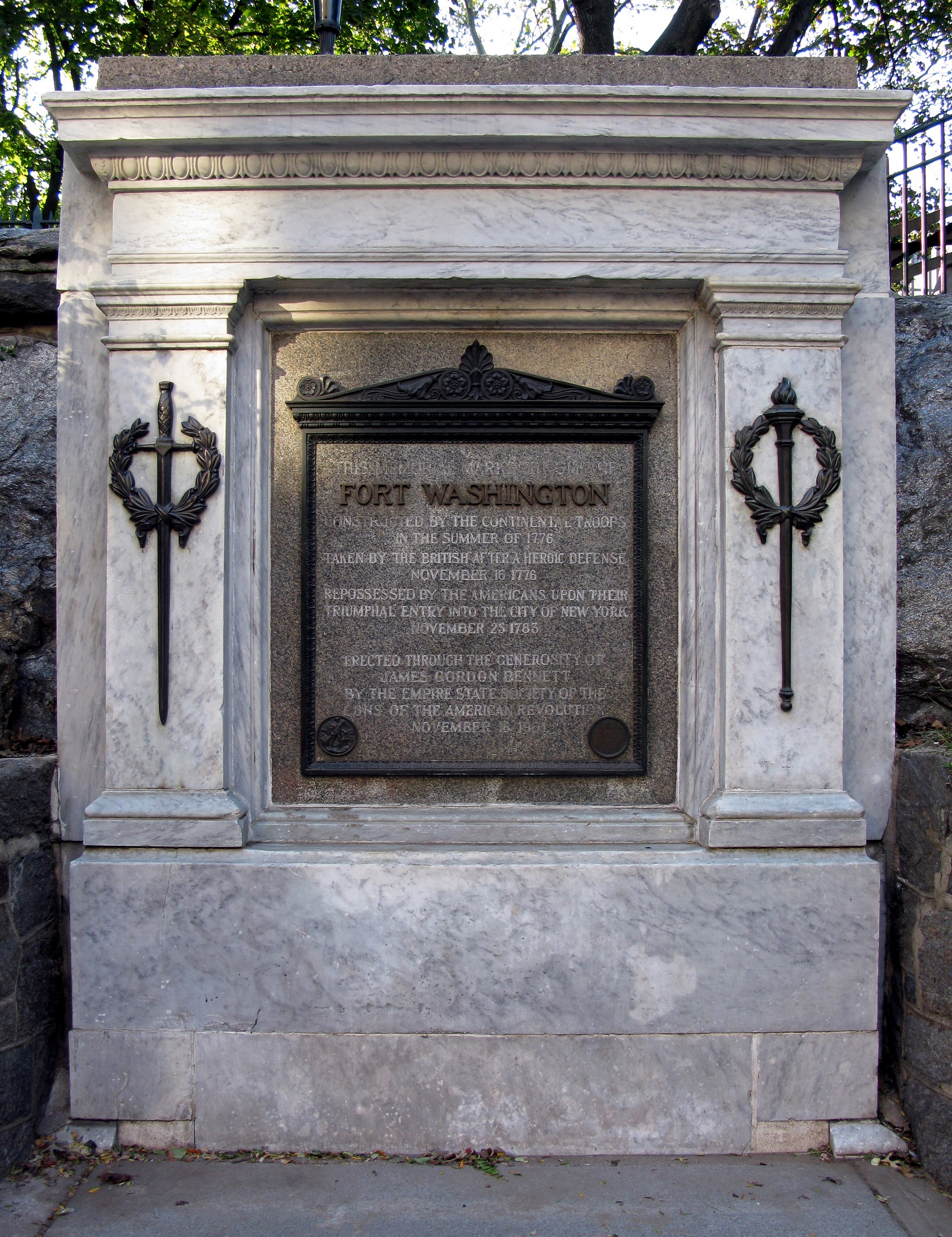
Plaque commémorative du fort Washington.

Fort Washington est une ancienne position fortifiée du nord de Manhattan (actuellement sur la commune de New York) située sur le plus haut point de l'île. Il était aux mains des forces américaines avant de passer dans le giron anglais pendant la guerre d'indépendance des États-Unis en 1776.
|  |

## Personnalités liées
- Philip Vickers Fithian (1747-1776), religieux américain y est mort